# Alexandros Vrasivanopoulos
Alexandros Vrasivanopoulos (n. 1890, Vόlos, Tesalia⁠(d), Grecia) a fost un trăgător de tir ce a reprezentat Grecia, medaliat olimpic. A participat la o ediție a Jocurilor Olimpice (1920) în care a câștigat o medalie de argint.

## Participări
Lista de mai jos prezintă principalele competiții la care a participat Alexandros Vrasivanopoulos de-a lungul carierei.
- shooting at the 1920 Summer Olympics – men's 30 metre team military pistol[*]